# 宮崎県道236号日向八戸停車場線
宮崎県道236号日向八戸停車場線（みやざきけんどう236ごう ひゅうがやとていしゃじょうせん）は、宮崎県西臼杵郡日之影町を通る、かつて存在した一般県道である。

## 概要
段階的に整備された国道218号の日之影バイパスと現道（現在の宮崎県道237号北方高千穂線）とを結ぶ取り付け道路として整備された。

### 路線データ
- 起点：西臼杵郡日之影町大字七折（日向八戸停車場）
- 終点：西臼杵郡日之影町大字七折（国道218号交点）

## 歴史
- 1974年（昭和49年）9月13日 - 宮崎県告示第997号の2[1]により路線認定される。当時の路線番号は144。
- 2015年（平成27年）3月31日 - 宮崎県告示第231号[2]により路線廃止される。

## 路線状況

### 重複区間
- 宮崎県道237号北方高千穂線（西臼杵郡日之影町大字七折）

## 地理

### 通過していた自治体
- 西臼杵郡日之影町

### 交差していた道路
| 交差していた道路                       | 交差していた場所 | 交差していた場所 |
| -------------------------------------- | ---------------- | ---------------- |
| 宮崎県道237号北方高千穂線 重複区間起点 | 大字七折         |                  |
| 宮崎県道237号北方高千穂線 重複区間終点 | 大字七折         |                  |
| 国道218号                              | 大字七折         | 終点             |

### 沿線
- 八戸いこいの広場
- 日之影町立八戸小学校